# Batalla de Lewes
La batalla de Lewes fue una de las principales batallas del conflicto conocido como la segunda guerra de los Barones, guerra civil en Inglaterra, desarrollada de 1264 a 1267, que tuvo como protagonistas a una serie de barones del reino, encabezados por Simon de Montfort, Duque de Leicester, que se rebelaron contra el poder real de Enrique III y su hijo el príncipe Eduardo (más adelante Eduardo I de Inglaterra).
La batalla que tuvo lugar en Lewes (Sussex) del 12 al 14 de mayo de 1264 supuso el triunfo del Duque y en ella fueron hechos prisioneros el rey Enrique III, su hermano Ricardo, conde de Cornualles y su hijo el príncipe Eduardo.
Fue el punto álgido de la carrera de Simon de Montfort, sexto Duque de Leicester, que de esta manera se convirtió en  Senescal de Inglaterra, auténtico rey sin corona, ejerciendo el poder en el país hasta su derrota frente a las fuerzas del príncipe Eduardo, el 4 de agosto de 1265, en la Batalla de Evesham.